# Oxana Slesarenko
Oxana Vladimirovna Slesarenko (en ruso: Окса́на Влади́мировна Слесаре́нко; nacida el 27 de abril de 1970 en Sverdlovsk, URSS) es una jugadora de  curling en silla de ruedas rusa.

## Carrera
Es miembro del club deportivo local "Rodnik" (Ekaterimburgo), donde comenzó a practicar curling en silla de ruedas en 2003. El equipo Rodnik fue el primero en practicar el curling en silla de ruedas en Rusia.
Participó en los Juegos Paralímpicos de Invierno de 2014 y en ocho Campeonatos Mundiales de Curling en Silla de Ruedas. 
Se lastimó la médula espinal en un accidente automovilístico en 1986 cuando tenía 16 años.

## Premios
- Medalla de la Orden "Por mérito a la patria" clase I (17 de marzo de 2014) - por la gran contribución al desarrollo de la cultura física y los deportes, y por las altas actuaciones deportivas en los Juegos Paralímpicos de Invierno de 2014 en Sochi.[4]
- Mérito Maestro del Deporte de Rusia (2013)[5]
- Atleta del mes del Comité Paralímpico Internacional : febrero de 2012.[6]

## Equipos
| Temporada | Skip                 | Third                  | Second               | Lead                 | Alterno            | Entrenador                         | Eventos             |
| --------- | -------------------- | ---------------------- | -------------------- | -------------------- | ------------------ | ---------------------------------- | ------------------- |
| 2003-04   | Victor Ershov        | Valeriy Chepilko       | Andrey Smirnov       | Oxana Slesarenko     | Nikolay Melnikov   | Oleg Narinyan                      | WWhCC 2004 (noveno) |
| 2004-05   | Victor Ershov        | Andrey Smirnov         | Nikolay Melnikov     | Oxana Slesarenko     | Valeriy Chepilko   | Oleg Narinyan                      | WWhCC 2005 (15.º)   |
| 2006-07   | Nikolay Melnikov     | Andrey Smirnov         | Valeriy Chepilko     | Oxana Slesarenko     | Victor Ershov      | Oleg Narinyan                      | WWhCC 2007 (8.º)    |
| 2007-08   | Andrey Smirnov       | Nikolay Melnikov       | Marat Romanov        | Oxana Slesarenko     | Oleg Makarov       | Efim Zhidelev                      | WWhCC 2008 (10.º)   |
| 2010-11   | Andrey Smirnov (4.º) | Marat Romanov (saltar) | Aleksandr Shevchenko | Svetlana Pakhomova   | Oxana Slesarenko   | Vladimir Shevchenko, Anton Batugin | WWhCC 2011 (4.º)    |
| 2011-12   | Andrey Smirnov       | Marat Romanov          | Aleksandr Shevchenko | Svetlana Pakhomova   | Oxana Slesarenko   | Margarita Nesterova                | WWhCC 2012          |
| 2012-13   | Andrey Smirnov       | Marat Romanov          | Aleksandr Shevchenko | Svetlana Pakhomova   | Oxana Slesarenko   | Anton Batugin                      | WWhCC 2013 (5.º)    |
| 2013-14   | Andrey Smirnov       | Aleksandr Shevchenko   | Svetlana Pakhomova   | Marat Romanov        | Oxana Slesarenko   | Anton Batugin                      | WPG 2014            |
| 2014-15   | Andrey Smirnov       | Marat Romanov          | Oxana Slesarenko     | Aleksandr Shevchenko | Svetlana Pakhomova | Anton Batugin                      | WWhCC 2015          |
| 2018-19   | Andrey Smirnov       | Oxana Slesarenko       | Oleg Perminov        | Olga Strepetova      | Eugeny Pinzhenin   | Sergey Shamov, Sophia Yarutina     | RWhCC 2019          |
| 2019-20   | Andrey Smirnov       | Oxana Slesarenko       | Oleg Perminov        | Olga Rashchektaeva   | Victor Ershov      |                                    | RWhCC 2020          |